# Котдвара
Котдвара (англ. Kotdwara, гінді कोटद्वार) — місто в окрузі Паурі-Ґархвал індійського штату Уттаракханд біля кордону зі штатом Уттар-Прадеш, на схилах хребта Шивалік. Назва міста означає «брама до місця мешкання богів», через те, що через місто проходить шлях паломництва до храмів Кедарнатх і Бадрінатх. Біля міста протікають пересихаючі річки Кхо, Маліні та Сукхо.